# Ardin Dallku
Ardin Dallku (n. 1 noiembrie 1994, Vučitrn, Republica Serbia, Kosovo) este un fotbalist albanez kosovar care joacă pe postul de fundaș central pentru clubul ucrainean Vorskla Poltava și pentru echipa națională de fotbal din Kosovo.

## Tinerețe
Dallku s-a născut în Vučilern, Iugoslavia, fiind fiul fostului internațional iugoslav Sabit Dallku și este fratele mai mic al fostului internațional albanez Armend Dallku. El deține pașaport kosovare, albanez și sârb.

## Cariera pe echipe

### Vorskla Poltava
La 10 ianuarie 2012, Dallku a semnat cu clubul ucrainean Vorskla Poltava. La 1 iulie 2016, el a promovat în prima echipă, iar la 10 decembrie 2016 a debutat cu o victorie scor 0-1 împotriva lui Volîn Luțk ca titular.

## Cariera la națională
La 28 august 2017, Dallku a fost convocat la echipa națională a Republicii Kosovo pentru meciurile de calificare pentru Campionatul Mondial din 2018 din grupa I împotriva Croației și Finlandei. La 13 noiembrie 2017, el a debutat pentru Kosovo în meciul amical cu Letonia, din postura de titular, fiind înlocuit în minutul 70. În meciurile de calificare pentru Campionatul Mondial din 2018 a fost selecționat constant, însă a rămas pe banca de rezerve pentru toate meciurile din grupă. Pe 14 aprilie 2018 a jucat în al doilea meci pentru Kosovo, de această dată în meciul din Liga Națiunilor cu Insulele Feroe, în care a fost integralist și care s-a terminat la egalitate, scor 1-1.

## Statistici privind cariera

### Club
Până pe 29 aprilie 2018
| Club            | Sezon         | Campionat              | Campionat | Campionat | Cupă    | Cupă   | Continental | Continental | Altele  | Altele | Total   | Total  |
| Club            | Sezon         | Divizie                | Meciuri   | Goluri    | Meciuri | Goluri | Meciuri     | Goluri      | Meciuri | Goluri | Meciuri | Goluri |
| --------------- | ------------- | ---------------------- | --------- | --------- | ------- | ------ | ----------- | ----------- | ------- | ------ | ------- | ------ |
| Vorskla Poltava | 2016-2017     | Prima Ligă din Ucraina | 12        | 0         | 0       | 0      | -           | -           | -       | -      | 12      | 0      |
| Vorskla Poltava | 2017-2018     | Prima Ligă din Ucraina | 28        | 1         | 3       | 0      | -           | -           | -       | -      | 31      | 1      |
| Vorskla Poltava | Total         | Total                  | 40        | 1         | 3       | 0      | -           | -           | -       | -      | 43      | 1      |
| Total carieră   | Total carieră | Total carieră          | 40        | 1         | 3       | 0      | -           | -           | -       | -      | 43      | 1      |

### Meciuri la națională
Până pe 13 noiembrie 2018
| Echipa națională | An    | Meciuri | Goluri |
| ---------------- | ----- | ------- | ------ |
| Kosovo           |       |         |        |
| 2017             | 1     | 0       |        |
| 2018             | 1     | 0       |        |
| Total            | Total | 2       | 0      |